# Jürgen Eschert
Jürgen Eschert (n. 24 august 1941, Magdeburg, Germania Nazistă) este un canoist ce a reprezentat Germania, medaliat olimpic. A participat la o ediție a Jocurilor Olimpice (1964) în care a câștigat o medalie de aur.

## Participări
Lista de mai jos prezintă principalele competiții la care a participat Jürgen Eschert de-a lungul carierei.
- canoeing at the 1964 Summer Olympics – men's C-1 1000 metres[*]